# Prohormon

Un exemplu de prohormon este proinsulina

Un prohormon este un precursor al unui hormon care prezintă un efect hormonal minim ca atare, dar care este necesar pentru biosinteza unui hormon cu activitate biologică. La hormonii de natură peptidică, transformarea în hormoni se face adesea prin plierea proteinei și legarea lanțurilor peptidice suplimentare la anumite capete. Prohormonii pot să străbată circulația sanguină pe post de hormoni într-o formă inactivă, astfel că ei pot să fie activați ulterior în celulă prin diferite modificări structurale.
Organismele vii produc în mod natural prohormoni ca modalitate de reglare a expresiei hormonale, ceea ce îi face o unitate optimă de stocare și transport pentru hormonii inactivi. Odată ce este nevoie ca prohormonii să fie exprimați, prohormon convertaza, o proteină, scindează molecula prohormonilor și îi separă în unul sau mai mulți hormoni activi. Adesea, în natură, acest proces de scindare are loc imediat, iar un prohormon este rapid convertit în unul sau mai mulți hormoni peptidici.